# Skorradalshreppur

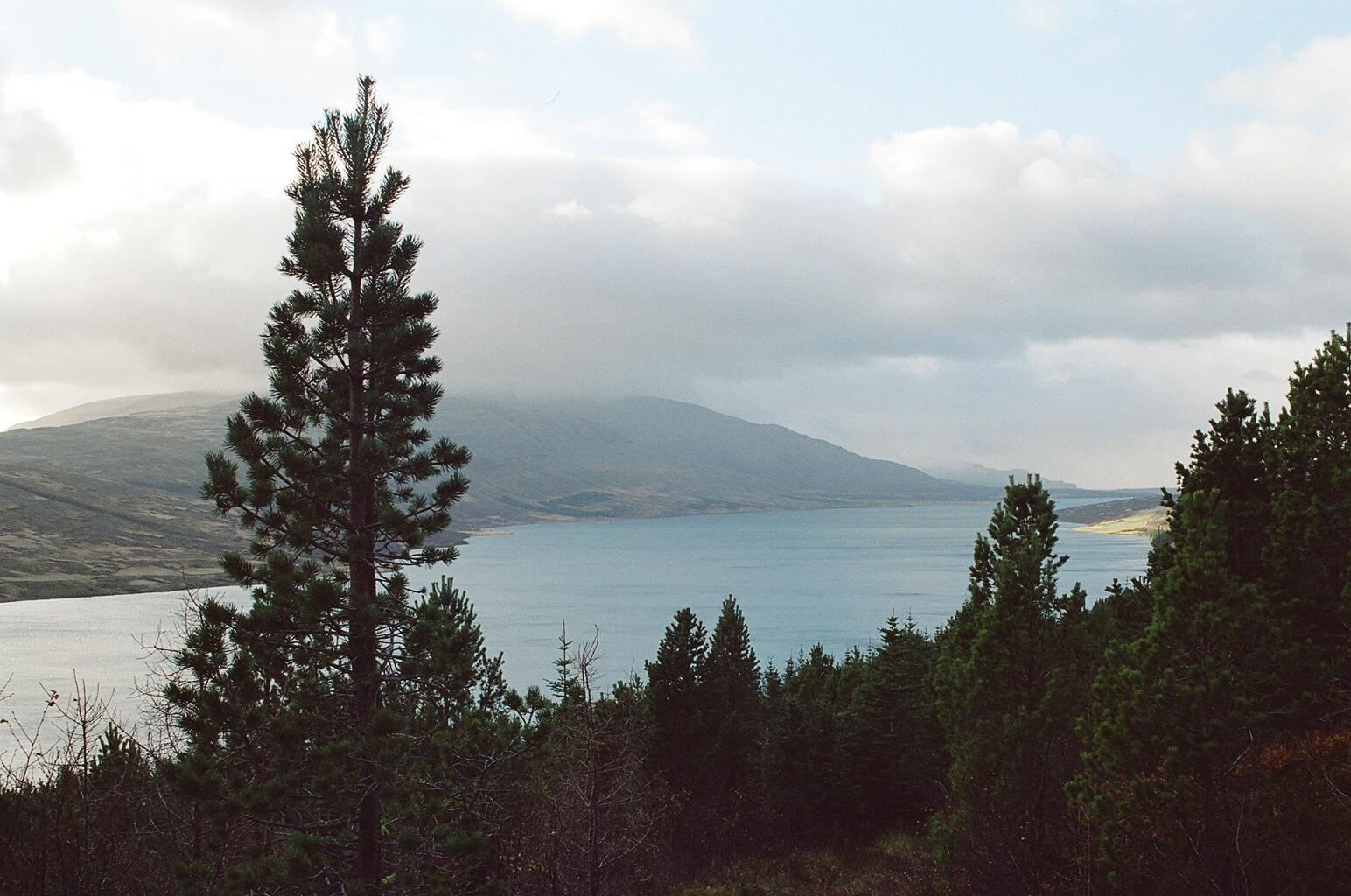
Skorradalsvatn

Skorradalshreppur är en kommun på Island. Den ligger nära fjorden Borgarfjörður på västra Island. Skorradalshreppur är fristående från kommunen Borgarbyggð. Skorradalshreppur hade 58 invånare 2019-01-01.